# Katghar Lalganj
Katghar Lalganj è una suddivisione dell'India, classificata come nagar panchayat, di 11.810 abitanti, situata nel distretto di Azamgarh, nello stato federato dell'Uttar Pradesh. 